# Vállalati kommunikáció
A vállalati kommunikáció egy vállalat imázsának tudatos kialakítása és javítása a kiválasztott külső célcsoportok szemében. A Public Relations majdnem összes részterületét együttesen alkalmazza az eredményesség érdekében, hosszantartó folyamat, melyet a vállalat viselkedésmódja és egyéb kommunikációja (Direct marketing, reklám, személyes kapcsolatok stb.) is nagyban befolyásol. A vállalati kommunikációval foglalkozó személyek az intézményi kommunikátorok.

## Részterületei
- Issue Management (közérdekű ügyek kezelése)
- Ágazati kapcsolatok (a vállalatnak a szakmával, versenytársakkal, szakirányú tudománnyal és oktatással való kapcsolattartása)
- Pénzügyi kapcsolatok (befektetők, részvényesek, pénzintézetek)

## Feladatai
- A célcsoportok meghatározása
- A vállalatról alkotott külső és belső kép felmérése
- Program kidolgozása a két kép közötti különbség csökkentésére, majd a kidolgozott és jóváhagyott program megvalósítása
- Az eredmények értékelése